# Rosemary Mbabazi
Rosmary Mbabazi, là một nữ doanh nhân và chính trị gia ở Rwanda, người từng giữ chức Bộ trưởng Nội các Thanh niên trong nội các Rwanda, kể từ ngày 31 tháng 8 năm 2017.

## Hoàn cảnh và giáo dục
Mbabazi có bằng cử nhân Giáo dục, lấy từ Đại học Makerere, ở Kampala, Uganda. Bà cũng có bằng Thạc sĩ Quản trị Kinh doanh, từ một tổ chức ở Vương quốc Anh.

## Sự nghiệp
Từ năm 2009 đến năm 2011, bà là Trưởng phòng xúc tiến đầu tư trong Hội đồng Phát triển Rwanda. Năm 2011, Rosemary Mbabazi được bổ nhiệm làm người chăm sóc khách sạn Umubano và là chủ tịch của Soprotel, một bàng ty liên doanh giữa chính phủ Rwanda và Libya. Vào tháng 2 năm 2012, bà được bổ nhiệm làm Thư ký thường trực của Bộ Thanh niên và CNTT, phục vụ trong khả năng đó cho đến tháng 2 năm 2017, khi bà được chuyển sang Bộ Thương mại, Công nghiệp và Cộng đồng Đông Phi (MINEACOM), làm thư ký thường trực.
Trong cuộc cải tổ nội các ngày 31 tháng 8 năm 2017, Mbabazi được bổ nhiệm làm bộ trưởng nội các cho Bộ Thanh niên mới thành lập, Bộ Thanh niên và CNTT cũ, đã bị chia thành hai ổ cắm.

## Các trách nhiệm khác
Rosemary Mbabazi trước đây đã từng là thành viên của hội đồng quản trị của Cơ quan doanh thu Rwanda.